# Ana María Franco Guevara
Ana María Franco Guevara (La Carraca, 1832-Almería, 1872) fue una escritora española.

## Biografía
Tras el fallecimiento de su padre, se trasladó a vivir a Almería con su madre, Antonia Guevara Galiano. En 1848 colaboraba con la revista El Caridemo e intervenía en las actividades del Liceo Artístico y Literario de Almería. Mantuvo una relación infructuosa con Rafael Castañeda, monje exclaustrado por la fuerza del monasterio de San Benito de Bages. Ese fracaso quedó reflejado en un álbum de versos en los que muestra la nostalgia y el dolor por el amor perdido.
En 1860 publicó un volumen de Poesías líricas y la comedia Un novio tartamudo (1860). Entre 1862 y 1863 colaboró con la revista madrileña La Violeta y llevó a imprenta varias obras teatrales, a caballo entre lo cómico y lo didáctico, como Ir por lana (1862), Amores septuagenarios (1863) y La mano de Dios (1863). Desde finales de 1864 fue redactora de la revista almeriense La Perla de Sión y en 1872 falleció a causa del tifus.
Dejó inédita la obra Ensayos poéticos de la señorita Dª Ana María Franco Guevara, depositada en la Biblioteca Francisco Villaespesa de Almería. La ciudad le dedicó una calle en 1931 y, en 1962, Isabel Jiménez Millé recreó su historia amorosa en la obra Ana María.